# Eduardo Cortés y Cordero
Eduardo Cortés y Cordero (Sevilla, 1837-Sevilla, 1903) fue un pintor español de la segunda mitad del siglo XIX.

## Biografía
Pintor natural de Sevilla, fue discípulo de Andrés Cortés. Fue autor de las siguientes obras: Unos carneros de España (Exposición de París, 1870), Niños dando de comer a unos patos (Exposición Nacional de Madrid, 1871), Una cabeza de gitano (pintada en la Sociedad protectora de Bellas Artes de Sevilla), Una fuente de vecindad (pintada en 1875 para la Exposición de Filadelfia), Unas naranjas (Exposición Nacional, 1876), Retrato de Doña María Teresa Rossi; Una tocadora de pandereta (Sociedad protectora de Sevilla, 1877), Es mi primo (cuadro de género) y Mundo, demonio y carne, que llevó a la Exposición de Cádiz de 1879 y fue premiado con medalla de bronce. También fue autor de retratos de Juan de los Ríos y de Enrique de la Cuadra. Cortés, que fue pintor de cámara de los duques de Montpensier, falleció en su ciudad natal en 1903.